# Wilfried Loth
Wilfried Loth, né le 29 août 1948 à Wadern dans le Land de Sarre, est un historien et politologue allemand.

## Biographie
Wilfried Loth étudie de 1966 à 1972 la germanistique, l'histoire, la philosophie et les sciences de l'éducation à l'université de la Sarre. Il reçoit son doctorat en 1974. De cette date à 1984, il est assistant dans le monde universitaire. Il est agrégé en 1983 en histoire moderne sur le thème des catholiques dans l'Empire allemand : la politique catholique dans la crise de l'Allemagne des Guillaumes. De 1984 à 1985, il est professeur de science politique à l'université libre de Berlin, puis à l'université de Münster jusqu'en 1986. Depuis lors il est professeur d'histoire moderne à l'université de Duisbourg et Essen. De 1993 à 1997, il est également président de l'institut des sciences culturelles d'Essen, qui fait partie du « Wissenschaftszentrum » de Rhénanie-du-Nord-Westphalie.
Ses spécialités sont l'histoire du catholicisme et du socialisme, l'histoire de l'Empire allemand, l'histoire de la France du XXe siècle ainsi que l'histoire de la guerre froide et de l'Union européenne. Sa position sur la note de Staline de 1952, relative à l'Occupation de l'Allemagne par les alliés, est controversée, il la prend plus au sérieux que la majorité des historiens.

## Œuvre
Monographie
- Die Teilung der Welt. Geschichte des Kalten Krieges 1941–1955, éditeur: dtv, Munich 2000,  (ISBN 3-423-30756-0).
- Stalins ungeliebtes Kind. Warum Moskau die DDR nicht wollte, éditeur: Rowohlt, Berlin 1994  (ISBN 3-87134-085-5)
- Das Kaiserreich. Obrigkeitsstaat und politische Mobilisierung, éditeur: dtv, München 1996,  (ISBN 3-423-04505-1).
- Die Sowjetunion und die deutsche Frage. Studien zur sowjetischen Deutschlandpolitik von Stalin bis Chruschtschow, éditeur: Vandenhoeck & Ruprecht, Göttingen 2007,  (ISBN 3-525-36298-6).

Publications
- Deutscher Katholizismus im Umbruch zur Moderne, éditeur: Kohlhammer, Stuttgart 1991,  (ISBN 3-17-011729-7).
- Wilhelm Pieck. Aufzeichnungen zur Deutschlandpolitik 1945–1953, éditeur: Akademie-Verlag, Berlin 1994  (ISBN 3-050-02198-5) (mit Rolf Badstübner)
- Walter Hallstein - der vergessene Europäer?, éditeur: Europa-Union-Verlag, Bonn 1995,  (ISBN 3-7713-0499-7).
- Verwandlungspolitik: NS-Eliten in der westdeutschen Nachkriegsgesellschaft, Frankfurt am Main 1998,  (ISBN 3-593-35994-4). (mit Bernd-A. Rusinek)
- Das europäische Projekt zu Beginn des 21. Jahrhunderts, éditeur: Leske + Budrich, Opladen 2001,  (ISBN 3-8100-2908-4).
- Entwürfe einer europäischen Verfassung. Eine historische Bilanz, éditeur: Europa-Union-Verlag, Bonn 2002,  (ISBN 3-7713-0604-3).
- Europäische Gesellschaft. Grundlagen und Perspektiven, éditeur: Verlag für Sozialwissenschaften, Wiesbaden 2005,  (ISBN 3-531-14758-7).